# Jaczkó Pál
Dr. Jaczkó Pál (Budapest, 1916. augusztus 10. – Svájc, 1999. július 21.) magyar politikus, országgyűlési képviselő.

## Élete
Édesapja, idősebb Jaczkó Pál szintén politikus, az 1910-es választásokon a Justh-féle Függetlenségi Párt programjával országgyűlési képviselő is volt.
Az ifjabb Pál a budapesti piarista gimnáziumban érettségizett, majd 1939-ben jogi doktorátust szerzett a Pázmány Péter Tudományegyetemen. 1938-tól köztisztviselőként dolgozott Budapesten, a IV. kerületnél. 1939-ben behívták katonának. 1941-ben elvégezte a tartalékos utásztiszti iskolát, majd cserkészvezető lett. 1942-ben néhány társával megalapította a Teleki Pál Munkaközösséget, mielőtt kivezényelték a harctérre. 1942 januárja és 1944 augusztusa között a keleti fronton, előbb Kijevben, majd Huszton teljesített szolgálatot. Leszerelése után ismét köztisztviselői állást vállalt, ezúttal a VIII. kerületben, és bekapcsolódott az ellenállási mozgalomba, ahol Hám Tiborral együtt a Rákóczi-század kisegítő karhatalmi alakulat szervezője, parancsnokhelyettese lett.
1945. január 27-én belépett az FKGP-be és Csorba János kisgazdapárti főpolgármester titkárságán kapott állást.1945. április 28-án Vas vármegye főispánjává nevezték ki, mely tisztet 1945. december 15-éig látta el, mivel az 1945-ös választáson Győr vármegye képviseletében nemzetgyűlési mandátumot nyert. 1945 végétől az FKGP országos központjában a közigazgatási osztály munkatársa, a fegyveres testületek szakértője, 1946 szeptembertől pedig a párt véderőbizottságának titkára volt. Mivel jó kapcsolatban állt Nagy Ferenc miniszterelnökkel, belekeverték a Magyar Közösség ügyébe és hét társával együtt 1947. január 17-én letartóztatták, majd bíróság elé állították, a pártból pedig február 4-én kizárták. A Mistéth-perben a budapesti népbíróság augusztus 29-én első fokon négy, majd 1948. március 3-án másodfokon öt évnyi kényszermunkára ítélte. Habár már büntetése rég letelt, csak 1956. március 30-án engedték szabadon. Ezután egyaránt dolgozott villanyszerelőként és éjjeliőrként, végül aztán a forradalom leverése idején, 1956. november 17-én elhagyta az országot. Svájcban telepedett le, egy bizományi társaság tisztviselőjeként dolgozott 1981. évi nyugdíjazásáig. 1990-ben az ellene hozott ítéletet semmisnek nyilvánították.